# 昭陵站
昭陵站是一个京广线上的铁路车站，位于湖南省株洲市渌口区南洲镇昭陵村，建于1933年，原为四等站，现已撤销拆除，邮政编码为412106。撤销前，客运办理旅客乘降，行李、包裹托运；货运办理整车货物发到。从由广铁集团公司管辖。